# 山崎正友
山崎 正友（やまさき まさとも、1936年（昭和11年）11月26日 ‐ 2008年（平成20年）12月29日）は、日本の元弁護士。岡山県出身。京都大学法学部卒業。創価学会の元副理事長・創価学会の元顧問弁護士などの役職を務めた。「山友（やまとも）」と略称されることもある。
池田大作（名誉会長）が執筆した小説『新・人間革命』の登場人物「山脇友政」のモデルとなる。
1980年（昭和55年）頃に創価学会から除名された。
詳細は「創価学会#創価学会に対する批判」を参照。

## 人物・来歴

### 出生から弁護士資格を取得するまで
1936年（昭和11年）に岡山県で生まれた。岡山県立岡山操山高等学校を卒業後、1955年（昭和30年）に京都大学法学部に入学。大学入学後に腎臓病を患い入退院を繰り返した。病気を機に大学在学中に創価学会に入会し創価学会の学生部の幹部として頭角を現す。1964年（昭和39年）に創価学会では、初めて弁護士の資格を取得し東京弁護士会に弁護士登録。創価学会の顧問弁護士になり創価学会の法律関係の業務に関わる。

### 創価学会の顧問弁護士だった時代
1977年（昭和52年）に起きた日蓮正宗（宗門）との「昭和52年路線問題」（第一次宗門問題）においては積極的に関わりを持ち、弁護士として日蓮正宗（宗門）と創価学会の調整役を務めた。公明党と対立していた日本共産党の宮本顕治（当時、日本共産党委員長）の自宅の電話回線に盗聴器を仕掛けた「宮本顕治宅盗聴事件」を主導した。また、創価学会と対立する宗教団体（立正佼成会）への分裂工作を主導した。また、創価学会の顧問弁護士の立場から日蓮正宗と創価学会の間に起きた諸問題で調整役を買って出た。その際、弁護士の職務上知り得る情報や人脈をたどり、日蓮正宗の総本山大石寺と創価学会の間に入り、離反工作と関係調整を繰り返し「第1次宗門問題」を陰で主導した。信仰に対しては、その姿勢を他者に指摘されることを拒み、創価学会員の信仰の根幹と位置付けられる日蓮大聖人の御書よりも週刊誌の記述を重視し、「どう、俺ってすごいでしょ？」というのが口癖であった。
後に、山崎が経営する冷凍食品卸売会社「シーホース」が45億円の負債を抱え経営危機に陥った際、弁護士としての立場を最大限に利用し、創価学会に対する恐喝事件を起こした。1977年（昭和52年）から、創価学会の内情がマスコミに頻繁に報じられるようになり、1979年（昭和54年）には『週刊文春』が池田大作会長の辞任をスクープした。これらは山崎や原島嵩（創価学会の元教学部長）などの創価学会の「池田大作の反対派グループ」による内部情報を情報源にしていた。山崎自身が実行犯の1人として関与した日本共産党の「宮本顕治宅盗聴事件」の暴露を材料に、告訴取り下げ交渉を創価学会と重ねるが決裂。その意味で、創価学会にとって山崎は「獅子身中の虫」（裏切り者）であった。他方、経営危機にある自らの会社を救うために数々の手形の取り込み詐欺を行った。
ジャーナリストの岡留安則によると、山崎と原島嵩（創価学会の元教学部長）は自民党に創価学会側の情報を提供し1980年（昭和55年）11月7日に池田大作（名誉会長）に対する国会の証人喚問を要求する、54万人（のち134万人に増加）の請願署名を自民党に提出した。しかし自民党は動かず、山崎たちの自民党側の窓口となった三塚博（自民党の衆議院議員）は「国会で公明党の協力は欠かすことはできない。今は、池田大作（名誉会長）に対する国会の証人喚問の請願を持ち出すことは得策ではないと考えているのだろう」との談話を発表した。ジャーナリストの岡留は、自民党が山崎から得た内部情報を創価学会・公明党との裏取引に使ったのではないかと推測、翌1981年（昭和56年）に、公明党が日米安保条約や憲法9条下での自衛隊容認を発表したのはそのためとジャーナリストの岡留は推定している。
1981年（昭和56年）に、山崎は日蓮正宗（宗門）との諸問題をネタに創価学会に3億円を要求し要求が通ると、さらに5億円を要求した。しかし、この行為によって恐喝罪で逮捕された。裁判では、山崎の主張は50数箇所にわたり虚偽であると裁判官から指摘を受けている。1991年（平成3年）2月、懲役3年の実刑判決を受け栃木県の黒羽刑務所に収監された。これを受け、日本弁護士連合会は山崎の弁護士資格を剥奪した。一方で、山崎はこの判決は創価学会の内部告発を封じるための冤罪であると主張し、再審請求の意思を関係者に表明していたが、言動のみで実行はしなかった。1993年（平成5年）4月27日に仮出所。1993年（平成5年）10月に刑期満了となる。

### 創価学会から除名される。正信会に入会、そして脱会
1980年（昭和55年）頃に、山崎は創価学会から除名処分を受けた。創価学会から除名後に、創価学会と対立している正信会に入会した。週刊誌『週刊文春』や保守系雑誌『諸君！』などで「二つの疑惑＝日達上人の遷化と阿部日顕の相伝」、「〝御相伝〟そのものは、なされていた形が、どこにも見当らない。見た人は、だれもいなかった」の文を掲載し、日達より日顕への相承（法主の役職の譲渡）する気はなかったと主張した。当時は徹底して反日顕の立場をとり、日顕を非難していた。日顕管長に対して「管長（宗門内の行政の最高役職、法主が兼任する）の座に自らついてからの宗門行政が、まことに信仰心のうすい、功利主義の権化の如き姿である」等と激しく攻撃した。しかし、のちに正信会を裏切り手のひらを返たように日顕と盟友となり、創価学会への批判活動の急先鋒となる。創価学会から除名以前から正信会僧侶の浜中和道と一体になり創価学会への糾弾を強めていた。ところがその後、浜中の夫人との不倫が発覚し浜中とは犬猿の仲に。浜中は山崎の行状などを記録し非難する著作を残している。山崎正友の葬儀で喪主を務めた桂子夫人は、浜中和道の元夫人である。
山崎は正信会の会員でありながら、正信会の最大の敵である日顕に再接近を試みた。しかし、逆に大石寺において日顕より「あんたは大ウソつきだ。あんたを絶対、信用しない」「こちらからいいと言うまで、本山（大石寺を意味する）に来ることはまかりならぬ」と怒鳴られ、再接近は一度は失敗した。日顕のこの態度に対し山崎は「あの野郎が猊下（法主に対する敬称）なものか。浜中和道さんも知ってるでしょう。日達上人が亡くなる前には、あいつ(日顕のこと）には相承（法主の役職の譲渡）する気がなかったってことは」と述べた。

### 日蓮正宗の法華講員になる
その後、日顕に再接近するチャンスが訪れ、1995年（平成7年）に山崎は正信会を脱会した。その後、山崎は日蓮正宗の法華講員になった。それまで正信会の立場で攻撃していた日顕管長側の機関紙「慧妙」（えみょう）に突然、登場し「私が御相承を拝信するに至るまで」と題する手記を寄稿した。そこでは「最近になって、私は、日顕上人猊下が“御相承”について示された御指南を、活字で拝読させていただく機会を得た。微妙深遠な問題であり、また、私共凡下が窺い知るべくもない事柄も多々あるために、難解で婉曲な御表現の部分もあったが、くりかえし読ませていただくうちに、御相承の伝えられる形についての私の疑念は氷解していった」等と、手のひらを返すように以前とは全く逆の見解を書いている。
1993年（平成5年）12月9日、山崎は自民党の民主政治研究会の勉強会にも出席し、1968年（昭和43年）に創価学会が起こしたと山崎が主張する新宿替え玉事件（選挙違反事件）に言及し創価学会が13票と公表した替え玉投票の投票数を創価学会の虚偽、偽証だとし実際に替え玉投票が行われたのは東京都の新宿区内で5000票強、全体ではおよそ2万票、自分が新宿替え玉事件（選挙違反事件）の指揮を執ったと語ったが、山崎が主張する新宿替え玉事件（選挙違反事件）の替え玉投票の捜査当局による投票数の事実確認は行われていない。

### 晩年・死去
その後は、創価学会の批判記事の執筆活動を行い、『週刊新潮』などの週刊誌上で発表した。しかし、2001年（平成13年）以降21世紀に入ってからは創価学会への批判活動は先細りとなっていた。
2008年（平成20年）12月29日、神奈川県厚木市愛名の自宅で倒れ、東海大学医学部付属病院に緊急搬送されたが、急性腎不全のため死去。72歳没。

### 裁判
晩年の私生活では正信会の会員の婦人女性との不倫とそれに伴う約2千万円の借金が発覚し（「中外日報」1996年（平成8年）5月13日に掲載）、不倫相手の夫から告訴された。1997年（平成9年）6月3日、大分地方裁判所は原告の主張を全面的に認め、山崎に550万円の支払いを命じる判決を下した。創価学会の青年部機関紙「創価新報」等で報じられた自身に関する記事が名誉を棄損するとして創価学会を相手に損害賠償を求めていた裁判で、2009年（平成21年）1月28日に東京地方裁判所は、山崎の訴えを棄却する判決を言い渡した。東京地方裁判所はこの判決の中で宮本顕治宅盗聴事件は山崎の独断で行われたと認定し、宮本（共産党委員長）が原告の裁判で創価学会側の関与を認定した1985年の東京地裁判決は事実上破棄された。

## 創価学会における略歴
- 1962年（昭和37年）：（26歳） - 創価学会学生部グループ長。
- 1963年（昭和38年）：（27歳） - 創価学会学生部部長。
- 1963年（昭和38年）：（27歳） - 創価学会学生部常任幹事、創価学会学生部法学委員長。
- 1965年（昭和40年）：（29歳） - 創価学会理事補。
- 1965年（昭和40年）：（29歳） - 創価学会副学生部長。
- 1967年（昭和42年）：（31歳） - 創価学会理事。
- 1969年（昭和44年）：（33歳） - 創価学会学生部主任部長。
- 1969年（昭和44年）：（33歳） - 創価学会副理事長。
- 1970年（昭和45年）：（35歳） - 創価学会学生部参与。
- 1970年（昭和45年）：（35歳） - 創価学会副総合学生部長。
- 1974年（昭和49年）：（38歳） - 創価学会総務。
- 1978年（昭和53年）：（42歳） - 創価学会参事。
- 1979年（昭和54年）：（43歳） - 創価学会参与。
- 1980年（昭和55年）：（44歳） - 創価学会参与を辞任。

## 著書
- 『闇の帝王、池田大作をあばく』、山崎正友（著）、三一書房、1981年12月に発売[16]。 (ISBN 4380810070)

- 『懺悔の告発』（ 私だけが知っている池田大作・創価学会の正体と陰謀）、山崎正友（著）、日新報道、1994年3月1日に発売[17]。(ISBN 4817403195)

- 『平成獄中見聞録』、山崎正友（著）、第三書館、2001年2月1日に発売[18]。（ISBN 9784847012143）

- 『「月刊ペン」事件埋もれていた真実』、山崎正友（著）、第三書館 、2001年4月30日に発売[19]。(ISBN 4807401106)

- 『創価学会・公明党の犯罪白書』、山崎正友（著）、第三書館、2001年7月15日に発売[20]。(ISBN 4807401157)

- 『法廷に立った池田大作　続・「月刊ペン」事件』、山崎正友（著）、第三書館、2001年7月30日に発売[21]。(ISBN 4807401130)

- 『再び、盗聴教団の解明 創価学会とその関係者による情報窃盗の系譜』、山崎正友（著）、日新報道、2005年4月1日に発売[22]。（ISBN 4817405929）